# Nippo-Vini Fantini/Saison 2016
Diese Liste beschreibt die Mannschaft und die Erfolge des Radsportteams Nippo-Vini Fantini in der Saison 2016.

## Saison 2016

### Erfolge in der UCI Europe Tour
In den Rennen der Saison 2016 der UCI Europe Tour gelangen die nachstehenden Erfolge.
| Datum      | Rennen                           | Kat. | Sieger     |
| ---------- | -------------------------------- | ---- | ---------- |
| 7. Februar | Gran Premio Costa degli Etruschi | 1.1  | Grega Bole |

### Erfolge in der UCI Asia Tour
In den Rennen der Saison 2016 der UCI Asia Tour gelangen die nachstehenden Erfolge.
| Datum         | Rennen                         | Kat. | Sieger             |
| ------------- | ------------------------------ | ---- | ------------------ |
| 5.–12. Juni   | Gesamtwertung Tour de Korea    | 2.1  | Grega Bole         |
| 24. Juli      | 8. Etappe Tour of Qinghai Lake | 2.HC | Nicolas Marini     |
| 2. September  | 3. Etappe Tour de Hokkaidō     | 2.2  | Pierpaolo De Negri |
| 14. September | 5. Etappe Tour of China I      | 2.1  | Nicolas Marini     |

In den Rennen der Saison 2017 der UCI Asia Tour im Jahr 2016 gelangen die nachstehenden Erfolge.
| Datum        | Rennen                       | Kat. | Sieger               |
| ------------ | ---------------------------- | ---- | -------------------- |
| 9. November  | 4. Etappe Tour of Taihu Lake | 2.1  | Nicolas Marini       |
| 10. November | 5. Etappe Tour of Taihu Lake | 2.1  | Eduard-Michael Grosu |

### Zugänge – Abgänge
| Zugänge            | Team 2015                   | Abgänge             | Team 2016         |
| ------------------ | --------------------------- | ------------------- | ----------------- |
| Yuma Koishi        | CCT p/b Champion System     | Shiki Kuroeda       | Aisan Racing Team |
| Grega Bole         | CCC Sprandi Polkowice       | Alessandro Malaguti | Unieuro-Wilier    |
| Kazushige Kuboki   | Team Ukyo                   | Mattia Pozzo        | Laufbahn beendet  |
| Gianfranco Zilioli | Androni Giocattoli-Sidermec | Didier Chaparro     |                   |

### Mannschaft
| Teamkader 2016                                             | Teamkader 2016     | Teamkader 2016 | Teamkader 2016                     |
| Name                                                       | Geburtsdatum       | Land           | Vorheriges Team                    |
| ---------------------------------------------------------- | ------------------ | -------------- | ---------------------------------- |
| Giacomo Berlato                                            | 5. Februar 1992    | Italien        | Zalf Euromobil Désirée Fior (2014) |
| Alessandro Bisolti                                         | 7. März 1985       | Italien        | Idea (2012)                        |
| Grega Bole                                                 | 13. August 1985    | Slowenien      | CCC Sprandi Polkowice (2015)       |
| Daniele Colli                                              | 19. April 1982     | Italien        | Neri Sottoli (2014)                |
| Damiano Cunego                                             | 19. September 1981 | Italien        | Lampre-Merida (2014)               |
| Pierpaolo De Negri                                         | 5. Juni 1986       | Italien        | Vini Fantini-Selle Italia (2013)   |
| Iuri Filosi                                                | 17. Januar 1992    | Italien        | Colpack (2014)                     |
| Eduard-Michael Grosu                                       | 4. September 1992  | Rumänien       |                                    |
| Manabu Ishibashi                                           | 30. November 1992  | Japan          |                                    |
| Yūma Koishi                                                | 15. September 1993 | Japan          | CCT-Champion System (2015)         |
| Kazushige Kuboki                                           | 6. Juni 1989       | Japan          | Team Ukyo (2015)                   |
| Nicolas Marini                                             | 29. Juli 1993      | Italien        | Zalf Euromobil Désirée Fior (2014) |
| Antonio Nibali                                             | 23. September 1992 | Italien        | Marchiol Emisfero (2014)           |
| Riccardo Stacchiotti                                       | 8. November 1991   | Italien        |                                    |
| Antonio Viola                                              | 21. September 1990 | Italien        |                                    |
| Genki Yamamoto                                             | 19. November 1991  | Japan          |                                    |
| Gianfranco Zilioli                                         | 5. März 1990       | Italien        | Androni Giocattoli-Sidermec (2015) |
| Nicola Bagioli (1. Aug.–31. Dez., Stagiaire)               | 19. Februar 1995   | Italien        | Zalf Euromobil Désirée Fior (2016) |
| David Gaona Vázquez (1. Aug.–31. Dez., Stagiaire)          | 6. März 2025       | Mexiko         |                                    |
| Marino Kobayashi (1. Aug.–31. Dez., Stagiaire)             | 1. Juli 1994       | Japan          |                                    |
|                                                            |                    |                |                                    |
| Quellen: ProCyclingStats Cycling Quotient Cycling Archives |                    |                |                                    |